# Quota (geometria descrittiva)
La quota è la distanza di un punto dalla linea di terra sul piano verticale. L'aggetto è la distanza di un punto dalla linea di terra sul piano orizzontale. Esse sono usate per le proiezioni ortogonali.